# Kira Yamato
Kira Yamato (キラ・ヤマト?) è il protagonista della serie anime Mobile Suit Gundam SEED ed un personaggio ricorrente in Mobile Suit Gundam SEED Destiny. Nella serie giapponese viene doppiato da Hoshi Souichirou.
Kira è un Coordinatore che vive nella colonia neutrale di Heliopolis. Rimase coinvolto nell'attacco di ZAFT contro la colonia e divenne il riluttante pilota del GAT-X105 Strike, trovandosi perciò in effetti arruolato nel OMNI (l'esercito dell'Alleanza Terrestre). Successivamente seguì l'equipaggio della corazzata Archangel nel combattimento contro ZAFT. Basandosi sull'acronimo per il sistema operativo del suo mobile suit (G''eneral U''nilateral N''euro-link D''ispersive A''utomatic M''aneuver) Kira coniò il nome "Gundam" per la sua macchina.

## Ruolo

### Gundam SEED
Come pilota dell'Alleanza Terrestre Kira dovette affrontare il suo amico d'infanzia Athrun Zala, un pilota d'élite di ZAFT. Mentre Athrun è spinto a combattere dal desiderio di proteggere la sua nazione, Kira era più preoccupato dai suoi amici a bordo dell''Archangel insieme a lui. Quando Fllay Alster un'amica di Kira dai tempi di Heliopolis, testimonia la morte di suo padre per mano di ZAFT, questa inizia a discriminarlo come Coordinatore. Sotto stress emotivo finge di essersi innamorata e ne diventa l'amante allo scopo di spingerlo ad uccidere tutti i coordinatori per proteggerla. In seguito Kira rompe la relazione rendendosi conto che non erano fatti l'una per l'altro. Non è chiaro se avesse compresso di essere stato manipolato.
In rotta per la base JOSH-A in Alaska, l'Archangel viene attaccato dalle forze di ZAFT condotte da Athrun. Durante le schermaglie iniziali Kira danneggia l' Aegis di Athrun ed uccide Nicol Amalfi, amico di Athrun e pilota del GAT-X207 Blitz. In un successivo confronto con Athrun, Kira perde il suo GAT-X105 Strike e rimase gravemente ferito. Venne salvato dal membro della Junk Guild Lowe Guele. Kira in seguito ringraziò Guele per aver salvato la sua vita quando la nave appoggio ReHOME consegnò rifornimenti per l'Alleanza delle tre navi. Ritenuto morto si risvegliò e si rimise in salute su ZAFT, nella casa di Lacus Clyne. Durante questo periodo Kira sviluppa un sentimento per Lacus. Per assistere Kira nel porre fine ai combattimenti, Lacus ruba e consegna a Kira il prototipo di ZAFT ZGMF-X10A Freedom. Kira quindi ritorna all'Archangel con Freedom. In seguito alla Battaglia di JOSH-A, l'Archangel defeziona e si unisce ad ORB e successivamente alla Fazione Clyne. Mentre si trova ad Orb Athrun si unisce all'equipaggio dell'Archangel in effetti defezionando da ZAFT e portando con sé l'unità ZGMF-X09A Justice.
Infine 'Archangel, la nave di ORB Kusanagi, la nave di ZAFT Eternal rubata dalla fazione Clyne, formano la Alleanza delle tre navi, supportate dal ZGMF-X10A Freedom di Kira e dal ZGMF-X09A Justice di Athrun. Questo nuovo gruppo riceve assistenza dalla Junk Guild ed dal ReHOME prototipo della nave supporto per l'Archangel.
Verso la fine della Guerra di Bloody Valentine Kira apprende di essere il Coordinatore definitivo: il suo feto è stato sviluppato artificialmente fuori dall'uterno di sua madre. Egli è il primo e l'ultimo feto ed essere stato sviluppato con successo usando un utero artificiale. Kira apprende anche di essere il fratello gemello di Cagalli Yula Athha, ma che quest'ultima è nata naturalmente. Viene anche solo suggerito che il solo soggetto "fallito" ad essere sopravvissuto, il pilota di Mobile Suit della Junk Guild Canard Pars, è il fratello maggiore di Kira, ma questa voce non è ancora stata provata.
Kira, Athrun, Lacus, Cagalli e l'Alleanza delle tre navi si dimostrarono fondamentali nel porre fine alla Guerra di Bloody Valentine. Durante la battaglia finale a Jachin Due, Kira testimoniò l'omicidio della sua ex-amante, Fllay Alstar, per mano del ZGMF-X13A Providence, pilotato da Rau Le Creuset. Spinto da un odio e da un'ira trascendentale Kira riesce a stento a sconfiggere il Providence Gundam, ferendo mortalmente Rau con il suo beam saber, poco prima che il Providence venga distrutto dal fuoco del laser GENESIS. Il Gundam Freedom stesso viene danneggiato seriamente.

### Gundam SEED Destiny
Dopo la guerra Kira e Lacus si trasferiscono a vivere in un orfanotrofio ad Orb, condotto da un amico della famiglia Clyne, il Reverendo Malchio. In seguito all'escalation di eventi che condussero alla Seconda guerra di Bloody Valentine, l'orfanotrofio viene distrutto da forze sconosciute inviate ad assassinare Lacus. Questo tentativo di omicidio smuove Kira, nonostante la sua riluttanza, a pilotare nuovamente Freedom e ad entrare nuovamente in combattimento. Kira e Lacus tornano all'Archangel e sfuggono da Orb mentre la nazione entra nell'Alleanza Terrestre. Prima di abbandonare Orb, Kira rapisce Cagalli, nonostante le sue obiezioni, durante il suo matrimonio arrangiato per lei.
Da questo momento Kira continua a combattere con il ricostruito ZGMF-X10A Freedom. La sua prima sortita con la fazione indipendente dell'Archangel è nei Dardanelli per tentare di fermare l'offensiva dell'Alleanza Terrestre/ORB contro la corazzata di ZAFT Minerva. Al suo arrivo Kira distrugge il cannone Tannhäuse principale della Minerva che era a piena carica e pertanto causa un grave danno alla nave uccidendo diversi uomini dell'equipaggio. Quindi procede a disarmare ogni mobile suit di entrambe le fazioni che spara contro di lui. La sua interferenza getta nel caos il campo di battaglia e provoca la morte del pilota Haine Westenfluss al comando del ZGMF-X2000 GOUF Ignited. Continua ad avere sfiducia in ZAFT, anche dopo che Athrun tenta di sostenerne la causa ed a Creta interviene in un'altra battaglia tra la flotta dell'Alleanza Terrestre/Orb contro la Minerva dove danneggia gravemente il ZGMF-X23S Saviour di Athrun in uno scatto d'ira.
Si reca anche a difendere Berlino contro il potere del GFAS-X1 Destroy, distruggendolo e provocando la morte di Stellar Loussier che lo pilotava, inimicandosi ancora di più Shinn Asuka, che già l'accusava per la morte della famiglia.
Il Gundam Freedom viene attaccato e distrutto da Shinn e dal suo ZGMF-X56S Impulse, che studiando i dati di battaglia del Freedom ed approfittando della tattica di battaglia predicibile di Kira (non attaccare mai la cabina di guida di un Mobile Suit nemico) riesce a sconfiggerlo. Kira riesce a sopravvivere all'esplosione subendo solo ferite relativamente leggere utilizzando un circuito d'emergenza per spegnere il reattore nucleare del Freedom prima che raggiungesse la massa critica. La parte superiore del torso del Freedom, contenente la cabina di pilotaggio affondò e venne recuperata da Cagalli a bordo del MBF-02 Strike Rouge.
Kira a bordo dello Strike Rouge si reca nello spazio per difendere l'Eternal dalle forze di ZAFT e qui giunto, dopo un breve ricongimento con Lacus Clyne riceve il ZGMF-X20A Strike Freedom Gundam. Nella sua prima battaglia disabilita (senza distruggerli) in due minuti uno squadrone di mobile suit di ZAFT ed una squadra di navi di classe NAZCA.
Kira pare possedere poteri estrasensoriali, simili a quelli dei piloti Newtype Mu La Flaga, Rau Le Creuset, e Rey Za Burrel. Durante la battaglia di Jachin Due, Kira percepisce la presenza di Rau Le Creuset. Per due volte è stato in grado di percepire la presenza di Neo Lorrnoke, e la seconda volta è stato capace di riconoscere Neo come in realtà Mu La Flaga. Durante la sua battaglia con Shinn, percepisce che il pilota dell'Impulse è lo stesso ragazzo che ha incontrato all'Onogoro Memorial ad Orb. Pare anche in grado di entrare in Modalità SEED a volontà. Un'ulteriore conferma è la sua capacità di controllare il Super Dragoon System dello Strike Freedom Gundam. Non è chiaro se Kira è un vero Newtype o ha sviluppato questi poteri grazie all'uso frequente del suo SEED.

## Citazioni
- "Non solo per mia volontà .... non solo con la mia forza..." - PHASE-34: Seen and Unseen
- "Voglio essere chiaro su questo punto, in me c'è altro oltre la mia forza. Io non sono definito solamente dalle mie capacità!" - PHASE-50: Towards an Endless Future